# Ballinora
Ballinora (en gaèlic irlandès Baile Nóra) és una parròquia vora la ciutat de Cork i Ballincollig al comtat de Cork, a la província de Munster. La zona es caracteritza per les seves instal·lacions educatives, i els seus clubs esportius.

## Esport

### Ballinora GAA
El Ballinora GAA té actualment dues instal·lacions esportives; Ballinora GAA Pitch (adjacent a l'escola), i Ballymaw (un camp d'agricultors llogat). L'esport principal de Ballinora és el futbol gaèlic, però també es juga al hurling i al camogie.

### Richmond FC
Fundada el 1980, Richmond FC és el club de futbol local. Amb més de 200 socis, el club atén infants des dels 7 anys fins a adults.